# 八坂駅 (岐阜県)
八坂駅（やさかえき）は、岐阜県郡上市美並町上田にある、長良川鉄道越美南線の駅である。駅番号は17。
近くに日本人口重心地があることをアピールするため、ホームに「日本まん真ん中の駅」と言う看板がある。

## 歴史
- 1952年（昭和27年）7月1日：国鉄越美南線の半在駅（はんざいえき）として開設[1]。旅客営業のみ。
- 1986年（昭和61年）12月11日：越美南線が長良川鉄道へ転換、同社の駅となる[1]。
- 1993年（平成5年）12月：ホームに「日本まん真ん中の駅」の看板を新設[2]。
- 2006年（平成18年）4月1日：八坂駅（やさかえき）に改称[3]。

## 駅構造
単式ホーム1面1線を有する地上駅。
無人駅。ホーム中央に出入口が設置されている。

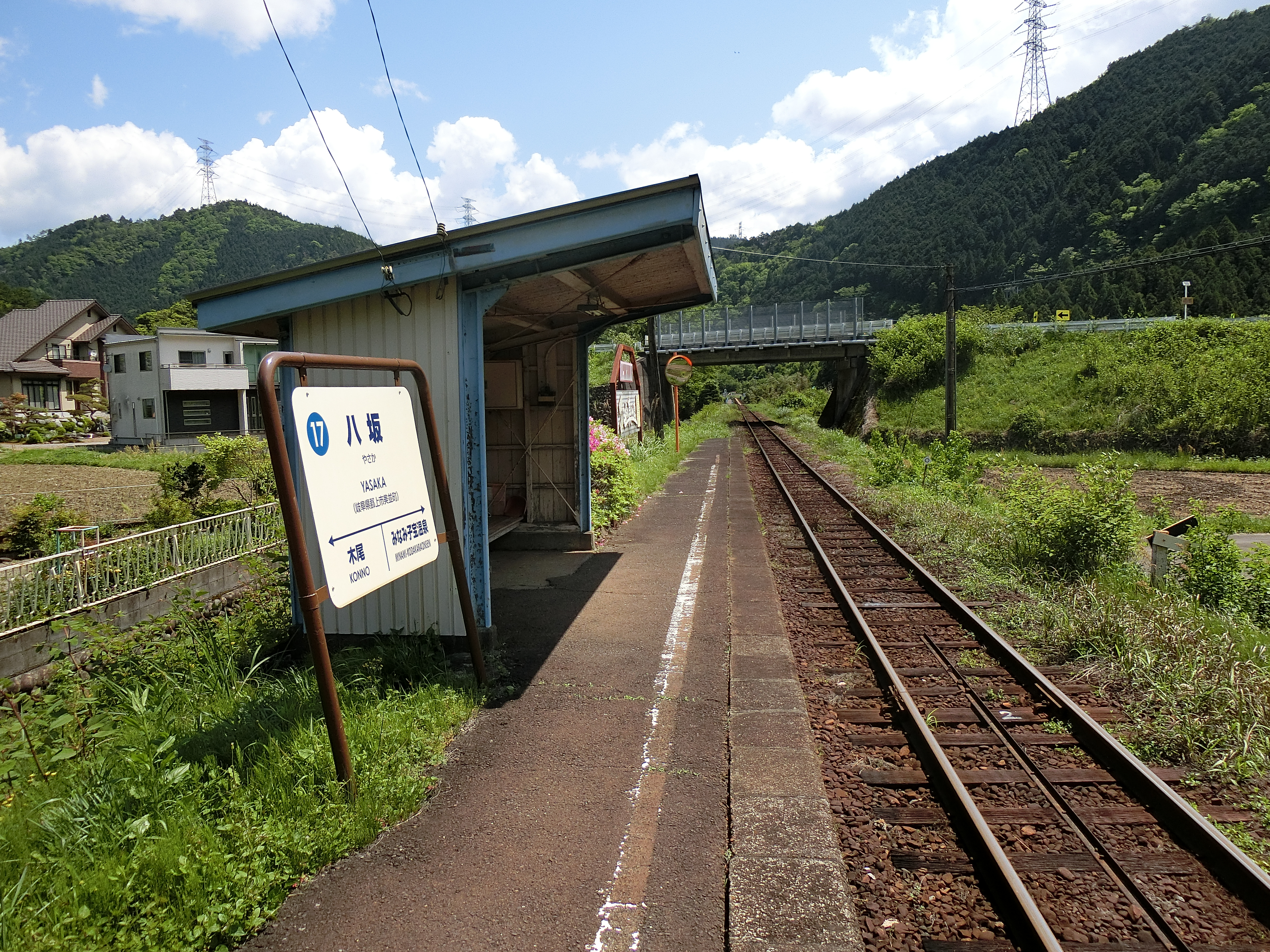
ホーム（2018年5月）
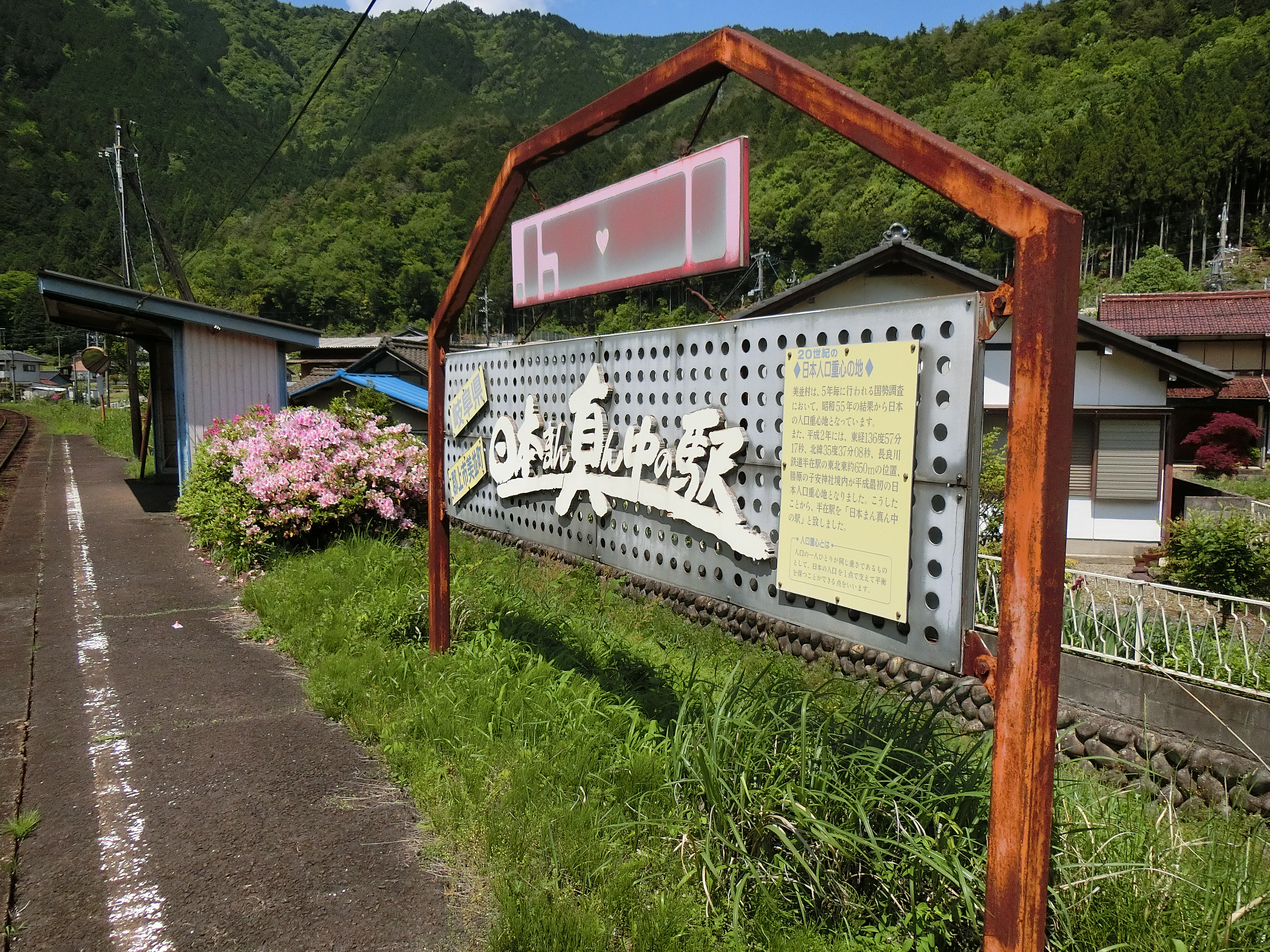
日本まん真ん中の駅看板（2018年5月）

## 利用状況
| 年度               | 1日平均乗車人員 |
| ------------------ | --------------- |
| 2011年（平成23年） | 4               |
| 2012年（平成24年） | 3               |
| 2013年（平成25年） | 3               |
| 2014年（平成26年） | 5               |
| 2015年（平成27年） | 5               |

## 駅周辺
- 八坂神社
- 東海北陸自動車道
- 国道156号
- 長良川
- 岐北化学株式会社美並工場
- WWCラフティングセンター（長良川でラフティングが楽しめる施設）

## バス路線
郡上市自主運行バス
- 美並南ルート「八坂駅前」（1日2往復、盆・年末年始を除く火・金に運行）
- 美並美濃線「八坂」（1日1往復、盆・年末年始を除く月・金に運行） ※駅から北東に200mの国道156号線上に設置されている。

## 隣の駅
長良川鉄道
■越美南線
木尾駅（16） - 八坂駅（17） - みなみ子宝温泉駅（18）